# Marie Besnard
Marie Besnard (1896-1980) fue acusada de ser una asesina en serie. Nacida Marie Davaillaud en Loudun, Francia, Marie se casó con Auguste Antigny en 1920. El matrimonio duró hasta la muerte de Auguste en 1927 de pleuritis (Antigny era conocido por padecer tuberculosis). En 1928, Marie se casó con Léon Besnard. 
Cuando dos tíos adinerados de Léon mueren, dejando la mayor parte de la herencia a los padres de Léon, la pareja invita a los padres a mudarse con ellos. Poco después, el padre de Léon muere aparentemente a causa de ingerir setas venenosas. La madre de Léon le sigue tres meses después, aparentemente de pulmonía. La herencia de los padres le fue dejada a Léon y su hermana, Lucie, quien en teoría se suicidó unos meses antes. Alrededor de esa fecha, el padre de Marie también muere, probablemente debido a hemorragia cerebral. 
Poco después de esto, los Besnard alquilaron habitaciones a un rico matrimonio sin hijos, los Rivet. Monsieur Rivet murió de pulmonía, y Madame Rivet falleció poco después de tuberculosis. Los Rivet habían nombrado a Marie Besnard como su única heredera.
Pauline y Virginie Lalleron, primas de Marie, habían también nombrado a Marie como su única beneficiaria. Pauline murió tras confundir una noche un tazón de lejía con su postre, y Virginie cometió el mismo error una semana después.
Después de que Marie descubriera que Léon estaba teniendo una aventura, Léon le comentó a sus amigos más cercanos que creía que estaba siendo envenenado, y les pidió que exigieran una autopsia si moría. Falleció poco tiempo después de esto, aparentemente de uremia.
Habiendo acumulado la mayoría de la riqueza de ambas familias, se levantaron sospechas de juego sucio. Marie fue arrestada, los cuerpos de sus presuntas víctimas fueron exhumados, y Marie fue acusada de 13 cargos de asesinato. Dos juicios terminaron sin que el jurado llegara a una conclusión, y un tercero acabó con la absolución, siendo Marie jamás condenada por crimen alguno.
Murió en 1980 a la edad de 83 años, llevándose el secreto a la tumba.